# عشق مو
عشق مو (به انگلیسی: Hair Love) یک فیلم کوتاه انیمیشن مستقل آمریکایی است که در سال ۲۰۱۹ منتشر شد. به کارگردانی متیو ای. چری، اورت داونینگ جونیور و بروس دبلیو اسمیت و نویسندگی چری. داستان مردی را دنبال می کند که برای اولین بار باید موهای دخترش را اصلاح کند و ایسا رای به عنوان صدای مادر حضور دارد. این فیلم پس از کمپین Kickstarter در سال ۲۰۱۷ تولید شد و همچنین به عنوان یک کتاب کودک در می ۲۰۱۹ با تصویرگری از وشتی هریسون منتشر شد. عشق مو عموماً نقدهای مثبتی دریافت کرد و برنده جایزه اسکار بهترین پویانمایی کوتاه در نود و دومین دوره جوایز اسکار شد. یک مجموعه تلویزیونی اسپین آف با عنوان عشق جوان توسط مکس در جولای ۲۰۲۰ سفارش داده شد و در ۲۱ سپتامبر ۲۰۲۳ برای اولین بار پخش شد.